# Highway (gruppo musicale)
Gli Highway sono un gruppo musicale montenegrino di genere rock e pop-rock, fondato a Podgorica nel 2015.
Fra le influenze del gruppo musicale vi sono gli Arctic Monkeys, i Red Hot Chili Peppers, i Muse e i Kings of Leon.
Hanno rappresentato il Montenegro all'Eurovision Song Contest 2016 con la canzone The Real Thing, non riuscendo però a superare le semifinali.

## Storia
La band è stata fondata nel 2015 a Podgorica, ed è composta da un quartetto di giovani artisti: Petar Tošić come vocalista, Marki Pesic e Luka Vojvodić come chitarristi e coristi. Ad essi successivamente si è aggiunto il tastierista Bojan Jovović.

A meno di un anno dalla fondazione la band ha raggiunto la fama a livello nazionale e, in minor misura, europeo dopo aver concorso nella versione panslava del talent-show X-Factor (X Factor Adria). Nel concorso televisivo fanno parte del team del cantante e musicista Tonči Huljić e arrivano quarti nella classifica finale. 
Il 2 ottobre del 2015 l'emittente radiotelevisiva RTCG (Radio i Televizija Crne Gore) annuncia che gli Highway sono stati scelti tramite selezione interna nazionale per rappresentare il Montenegro all'Eurovision Song Contest 2016.

## Membri
Formaziane attuale
- Petar Tošić (Cantante)
- Marko Pesic (Chitarrista e coristi)
- Luka Vojvodić (Chitarrista e coristi)

Ex componenti
- Bojan Jovović (Tastierista)

## Discografia

### Singoli
- 2016 - The Real Thing
- 2018 - Salt Lake City